# Manfred Klein
Manfred Klein (født 22. august 1947 i Berlin, Tyskland) er en tysk tidligere roer, olympisk guldvinder og dobbelt verdensmester.
Klein var styrmand og stillede op i både firer med styrmand og otter. Han var første gang med ved OL i 1972 på hjemmebane i München, hvor han var med i otteren for Vesttyskland, der ved denne lejlighed blev nummer fem. Hans næste OL var i 1984 i Los Angeles, hvor han var med i fireren, der blev nummer seks.
I perioden 1979-1990 vandt han ni vesttyske mesterskaber, og han vandt sin første VM-medalje, da det blev til bronze i firer med styrmand i 1979. Han var med i otteren ved OL 1988 i Seoul, hvor vesttyskerne ikke var blandt favoritterne, men de overraskede i indledende runde ved at vinde deres heat med mere end halvandet sekunds forspring til de øvrige deltagere. I finalen tog de hurtigt føringen og gav aldrig slip på den igen. I mål var de næsten to sekunder foran de øvrige deltagere, hvor Sovjetunionen akkurat sikrede sig sølvet foran USA. De øvrige i den vesttyske vinderbåd var Eckhardt Schultz, Bahne Rabe, Wolfgang Maennig, Matthias Mellinghaus, Thomas Möllenkamp, Thomas Domian, Armin Eichholz og Ansgar Wessling.
De følgende år dominerede den tyske båd i otteren og blev således verdensmestre i 1989, 1990 og 1991 (i de to første tilfælde som Vesttyskland og i det sidste som det nu forenede Tyskland), alle gange med Klein som styrmand.
Ved OL 1992 i Barcelona var han tysk flagbærer ved åbningsceremonien. Sportsligt var han med i den fællesttyske otter, der som forsvarende olympisk mester og verdensmester i alle de mellemliggende år var favoritter. Men overraskende nok blev tyskerne besejret i indledende runde af Rumænien, der satte ny olympisk rekord ved den lejlighed. Andenpladsen var dog nok til at sende tyskerne i semifinalen, som de vandt forholdsvis klart. I finalen var det dog de to forreste fra det andet semifinaleheat, Rumænien og Canada, der lå forrest i det meste af løbet. Canada trak fra ved 1500 m, men Rumænien hentede  gav det sidste, de havde, og kom næsten op på siden af canadierne, der dog vandt i ny olympisk rekordtid med 0,14 sekund forspring, mens Rumænien fik sølv, inden tyskerne kom ind mere 0,33 sekund senere på tredjepladsen. Ud over Klein bestod besætningen denne gang af Armin Eichholz, Bahne Rabe, Ansgar Wessling, Frank Richter, Thorsten Streppelhoff, Detlef Kirchhoff, Hans Sennewald og Roland Baar.
I sit civile liv har han været kommunal embedsmand og ansat af Berlins kommune.

## OL-medaljer
- 1988:  Guld i otter
- 1992:  Bronze i otter